# Liste der Biosphärenreservate in Österreich
Biosphärenreservate (Biosphärenparks, BR bzw. BP) sind nach dem von der UNESCO 1970 ins Leben gerufenen Programm Mensch und Biosphäre (Man and Biosphere, MAB) seit 1976 ausgewiesene Schutzgebiete, in denen der Schutz der Natur nicht isoliert von den Bedürfnissen der Menschen gesehen wird, sondern eine gemeinsame Biosphäre zugrunde gelegt wird. Ziele sind Schutz der biologischen Vielfalt, Entwicklung nachhaltiger Landnutzungen und Forschung und Umweltbeobachtung.
In Österreich sind  vier Biosphärenparks ausgewiesen, mit etwa 3.000 km², das sind 3,4 % der Fläche von Österreich (Stand 2024).

## Das MAB-Programm im österreichischen Naturschutz

### Geschichte und Funktion
Das MAB-Programm wurde 1970 ins Leben gerufen, seit 1976 werden im Weltnetz der Biosphärenreservate großflächige Schutzgebiete eingerichtet. Schon 1977 wurden in Österreich vier Gebiete eingerichtet. Anfangs forschungsorientiert, wurde mit der Sevilla-Strategie 1996 das Schutzanliegen völlig umgestellt, und der Mensch als Teil des Lebensraums und die nachhaltige Entwicklung in den Vordergrund gestellt.
In MAB-Reservate werden in Österreich durchwegs Biosphärenpark genannt. Das soll – in Analogie zu Nationalpark und Naturpark – betonen, dass es sich nicht um ein den Menschen ausschließendes Konzept handelt.
Sie stellen sich in ihrem Management, der Rechtslage, der örtlichen Einbettung und den sozio-ökonomischen Rahmenbedingungen sehr vielfältig dar.
Diese Biosphärenparks sind heute Schutzgebiete, die von naturschutzorientierten Bereichen (Kernzone, mindestens 5 %) über landschaftsschützerische Bereiche (Pflegezone) bis hin zum besiedelten Raum (Entwicklungszone) reichen, die Einbeziehung des Letzteren wird explizit gefordert.
Die Intensität des Schutzes der Kernzone reicht von Prozessschutz-orientierten Reservaten der Artenvielfalt (Biogenetisches Reservat, Naturwaldreservat) bis hin zu unspezifischem Flächenschutz (ex-lege-Schutz des alpinen Raums: Salzburger Lungau & Kärntner Nockberge).
Es gibt ein MAB-Nationalkomitee, bestehend aus Vertretern der Wissenschaft, von Ministerien, der österreichischen UNESCO-Kommission und aus NGOs.
Betreut wird das Programm vom Bundesministerium für Land- und Forstwirtschaft, Regionen und Wasserwirtschaft, dem Umweltbundesamt, den Umweltabteilungen der Länder, und der Akademie der Wissenschaften.

### Erste Generation
Die vier vor 1995 nominierten Gebieten waren noch primär auf Schutz und Erforschung ausgewählter Ökosysteme fokussiert: zwei in siedlungsdichtem Raum (der Neusiedler See und die Untere Lobau nahe der Stadt Wien), die anderen beiden (Gossenköllesee und Gurgler Kamm in Tirol) im touristisch erschlossenen Gebirgsraum. Diese Biosphärenreservate der „ersten Generation“ des MAB-Programms sollten vorrangig die Rolle des Menschen in besonderen Ökosystemen untersuchen. Die vier Gebiete waren daher auch als Biogenetisches Reservat oder Naturwaldreservat ausgewiesen.
Bis in die 2010er Jahre hatten nur drei auf die neue Sevilla-Strategie umgestellt: Zwei der Gebiete (Gossenköllesee, Gurgler Kamm) hatten keine Zonierung, eines stellt sich als reine Kernzone dar (Lobau).
Insbesondere der Gossenköllesee, das weltweit kleinste Biosphärenreservat, entsprach als reines Forschungsreservat nicht mehr den derzeitigen Biosphärenreservat-Anforderungen.
Im Mai 2014 gab die Österreichische Akademie der Wissenschaften dann bekannt, dass per Ende 2014 Gossenköllesee und Gurgler Kamm aus der Biosphärenreservatsliste herausgenommen werden sollen, da sie wichtige neue Kriterien – etwa Bewohnung – nicht erfüllen.
Problematisch beim Gossenköllesee ist, dass seitdem jeglicher rechtliche Schutz aussteht.

### Zweite Generation
Nachdem nach der Anfangsphase wenig Bewegung im Programm gewesen war, zeichnete sich im Laufe der 2000er Jahre ein „wahrer Boom“
ab, nach Großwalsertal, Wienerwald und Lungau & Nockberge wurden auch Biosphärenparks für die March-Thaya-Region (Europaschutzgebiete, teils Nationalpark), Wachau (UNESCO-Welterbe) oder in der steirischen Koralm-Region geprüft.
2021 wurde der Biosphärenpark Unteres Murtal in den 5-Länder-Biosphärenpark „Mur-Drau-Donau“ eingebunden, der von Serbien, Kroatien, Ungarn und Slowenien aufgebaut wurde und – weltweit erstmals – Teile aus fünf Staaten enthält.
Heute stellen die Biosphärenparks eine bedeutende Ergänzung in der Schutzgebietsstrategie Österreichs dar, weil sie den Nachhaltigkeitszielen der Umwelt- wie der Gesellschafts- und Wirtschaftspolitik sehr entgegenkommen, wie sie auch aus EU- und internationalen Verpflichtungen entstehen. Die Biosphärenparks werden eng mit anderen Regionalisierungs-Strategien, wie Lokale Agenda 21, e5 – Programm für energieeffiziente Gemeinden in der Energiepolitik, oder Markenbildung wie den Genussregionen (zum Register der Traditionellen Lebensmittel als Kulturgutschutz) vernetzt.

### Naturschutzrecht
Das Biosphärenreservat wurde in Österreich durchwegs nicht als eigene Klasse eingeführt, sondern ist durch andere Schutzklassen (Naturschutzgebiet) oder prinzipielle Schutzgüter (ex-lege-Schutz, etwa alpinen Raum) abgedeckt. Naturschutz ist in Österreich aber prinzipiell Ländersache, eine Ausnahme bilden zwei Länder, in denen der Biosphärenpark eine eigene Kategorie darstellt, und keine weitere landesrechtliche Kategorie notwendig ist:
- Vorarlberg: § 27 des 2008 novellierten Vlbg. Gesetz über Naturschutz und Landschaftsentwicklung[12] (bisher ein Park: Großes Walsertal)
- Kärnten: 2. Hauptstück des 2012 von Nationalpark- auf Nationalpark- und Biosphärenparkgesetz (K-NBG) geänderten Gesetzes[13] (Anlass war, dass der Nationalpark Nockberge von der IUCN nur als Kategorie V klassiert worden war, und dieser in einen Biosphärenpark umgewandelt wurde).

Zwei Gebiete überschreiten Bundesländergrenzen, wie das auch erklärte Absicht ist (Wienerwald, Salzburger Lungau & Kärntner Nockberge).
Besondere Regelungen:
- Der BP Walsertal stellt auch innerhalb des weltweiten Netzwerkes eine Besonderheit dar, da er als Verein der Kommunalebene organisiert ist, und besonders hohe Präsenz in der Bevölkerung aufweist: Für das Bergtal ist er inzwischen ein Objekt der Identifikation, und auch wichtiges Instrument der Wirtschaftsförderung.[14]
- Im Salzburger Teil ist der BP Lungau & Nockberge ohne jede naturschutzrechtliche Basis, sondern Element der Raumordnung, die auf einem Land–Gemeinden-Dialog beruht. Er wird vom Regionalverband Lungau (als Raumplanungsregion) getragen und hat ebenfalls starken Rückhalt in der Kommunalpolitik.[15]

## Liste ehemaliger Biosphärenparks (Biosphärenreservate)
Lage: Bundesland, Koordinaten
Zonen: K … Kernzone, P … Pflegezone, E … Entwicklungszone
| Bezeichnung    | Lage (G.) | ha (Fl.) | Höhe m ü. A. | Zonen (ha) | von  | bis  | Schwerpunkte (Sort.)                |
| -------------- | --------- | -------- | ------------ | ---------- | ---- | ---- | ----------------------------------- |
| Gossenköllesee | Tirol     | 85       | 2413 – 2828  | keine      | 1977 | 2014 | Forschung (unbew.)                  |
| Gurgler Kamm   | Tirol     | 1.500    | 1900 – 3400  | keine      | 1977 | 2014 | Forschung (unbew.)                  |
| (Untere) Lobau | Wien      | 1.037    | 0150 – 0155  | vollst. K  | 1977 | 2016 | Naturschutz, Naherholung            |
| Neusiedler See | Bgld.     | 25.000   | 0114 – 0480  | K: 4.330   | 1977 | 2016 | Naturschutz, Tourismus (EW: 35.800) |

Stand: 4/2024, Quelle: unesco.org, UBA, ÖAW, Uni Wien
(G.) Koordinaten nach unesco.org (Koordinatenmitte), präziser teils im Landes-GIS
(Fl.) Fläche nach unesco.org, Flächenangaben je nach Maßstab/Zeit der Aufnahme abweichend
(Sort.) Sortierbar:
 Schwerpunkte: nach den Einwohnern im Gebiet und den Leitzielen der Sevillastrategie
 Anmerkung: nach internationalem/nationalem und sonstigem Schutz

## Liste der Biosphärenparks (Biosphärenreservate)
Lage: Bundesland, Koordinaten
Zonen: K … Kernzone, P … Pflegezone, E … Entwicklungszone
| Bezeichnung                            | Lage (G.)     | ha (Fl.) | Höhe m ü. A.  | Zonen (ha)                         | seit      | Schwerpunkte (Sort.)                                                 | Anmerkungen (Sort.) |
| -------------------------------------- | ------------- | -------- | ------------- | ---------------------------------- | --------- | -------------------------------------------------------------------- | --- |
| Großes Walsertal                       | Vlbg.         | 19.200   | 0580 – 2704   | K: 4.010 P: 12.366 E: 2.824        | 2000      | Regionalentwicklung (EW: 3.400)                                      | enthält ESG (FFH, AT3410000, 1544 ha) u. NSG (40/87, 1336 ha) Gadental, ESG Unter-Überlutt (FFH, AT3420000, 22,85 ha), NSG Faludriga-Nova (7/2003, 981 ha); angrenzend ESG Ludescherberg (FFH, AT3409000, etwas getrennt), NSG Hohe Kugel-Hoher Freschen-Mellental (7/79), GLT 8077 Geschützte Streue- und Magerwiesen in Thüringen-Montiola (12/92) |
| Wienerwald                             | NÖ, Wien      | 105.645  | 0160 – 0893   | K:5.575 P: 19.840 E: 80,229        | 2005      | Naturschutz, nachhaltige Entwicklung (EW: ca. 750.000)               | großteils ESG Wienerwald–Thermenregion (GGB AT1211A00, BSG AT1211000, 82.120 resp. 79.810 ha), NSG Lainzer Tiergarten (AT1302000, NSG 2/1998, 2.259 ha) und LSG Liesing (Teil A, B und C, AT1302000, 639 ha, LSG 20/1990, gesamt 654 ha), Nö. Anteil LSG (Nr. 18, 105.000 ha); alle 36 Teile der Kernzone und weitere NSGs, enthält auch NPKe Föhrenberge, Sandstein-Wienerwald, Sparbach, Eichenhain (Nr. 4, 9, 11, 12), diverse NWR; angrenzend ESG Tullnerfelder Donau-Auen (GGB AT1216000, BSG AT1216V00), GGB Nordöstliche Randalpen (AT1212A00) und LSG Enzesfeld–Lindabrunn–Hernstein (Nr. 18)                                                                                                |
| Salzburger Lungau & Kärntner Nockberge | Kärnten, Sbg. | 149.000  | 0300 – 3000   | K:13.441,8 P: 48.893,58 E: 87084,8 | Juli 2012 | Naturschutz, Tourismus, nachhaltige Regionalentwicklung (EW: 26.000) | Kärntner Teil ehem. NP Nockberge; enthält ESG NP Nockberge (Kernzone, GGB/FFH, Ktn. AT2102000, 7744 ha), NSG Rosanin (Sbg. 00011, 1116 ha), NPK Riedingtal (Sbg. 00002, 2671 ha), LSGe Niedere Tauern (Sbg. 00059, 19.699 ha), Bundschuhtal (Sbg. 00028, 2218 ha), Priedröf (Ktn. 076, 1631 ha), Innerkrems (Ktn. 027, 505 ha), Turracher Grünsee (Ktn. LSG.024, 68 ha), zahlreiche kleine Gebiete diverser Kat., Teile ESG u. NP Hohe Tauern (Sbg. Teil, AT3210001, NP 1981, ca. 1700 ha), NSG Gurkursprung (Ktn. 023, ca. 500 ha), LSG Lantschfeld–Ob.Murtal–Ob.Zederhaustal (Sbg. 00036, ca. 19.200 ha), PSG Obertauern (Sbg. 00002, ca. 300 ha), angrenzend zahlreiche Gebiete auch in der Stmk. |
| Unteres Murtal                         | Steiermark    | 13.000   | ca. 210 Meter |                                    | 2019      | Naturschutz, Tourismus und nachhaltige Regionalentwicklung           | Der Biosphärenpark Unteres Murtal ist Teil des „Biosphärenparks Mur-Drau-Donau“, eine fünf Länder übergreifende Flusslandschaft, die sich über Österreich, Slowenien, Kroatien, Ungarn und Serbien erstreckt. |

Stand: 6/2014, Quelle: unesco.org, UBA, ÖAW, Uni Wien
(G.) Koordinaten nach unesco.org (Koordinatenmitte), präziser teils im Landes-GIS
(Fl.) Fläche nach unesco.org, Flächenangaben je nach Maßstab/Zeit der Aufnahme abweichend
(Sort.) Sortierbar:
 Schwerpunkte: nach den Einwohnern im Gebiet und den Leitzielen der Sevillastrategie
 Anmerkung: nach internationalem/nationalem und sonstigem Schutz
1. ↑  GGB u. NSG Inneres Pöllatal (Ktn. AT2108000, NSG.019), GGBe Hochlagen der südöstlichen Schladminger Tauern (Stmk. AT2209003/Nr. 40, ≈NSa 11) und
Teile des steirischen Nockgebietes (AT2219000/Nr. 32, ≈NSGc 53), Ober- und Mittellauf der Mur (FFH, Stmk. AT2236000/Nr. 5), BSG Niedere Tauern (Stmk. AT2209000/Nr. 38),
NPK Sölktäler (Stmk. 15), NSGe Klafferkessel im Gebiet der Schladminger Tauern (Stmk. NSa 11, ≈ ESG 40),
Krakau-Schöder (Stmk. NSa 15), Steirische Nockberge (Stmk. NSGc 53, ≈ESG 32), LSGe Äußeres Pöllatal (Ktn. 066),
Hochrindl–Seebachern (Ktn. 069), Hüttschlager Talschlüsse (Sbg. 00032), Millstätter See-Süd (Ktn. LSG.069)
Obertauern (Sbg. 00041) und Schladminger Tauern (Stmk. LS11), Turracher Schwarzsee (Ktn. LSG.024),
klein auch GLT Zinkwand–Vötternspitz (Stmk. 156)